# بئاتریز تایبو
بئاتریز تایبو (انگلیسی: Beatriz Taibo؛ ۱۰ مارس ۱۹۳۲ – ۲ مارس ۲۰۱۹) بازیگر اهل آرژانتین بود.